# Bakteryjne systemy sekrecji
Bakteryjne systemy sekrecyjne są kompleksami białkowymi, służącymi do wydzielania substancji, obecnymi w błonach komórkowych bakterii. W szczególności są to maszyny molekularne wykorzystywane przez bakterie chorobotwórcze do wydzielania czynników wirulencji (głównie białek) w celu dokonania inwazji na komórkach gospodarza. Można je podzielić na różne typy, bazując na ich specyficznej strukturze, składzie i aktywności. Te główne różnice występują między bakteriami Gram-ujemnymi i Gram-dodatnimi. Klasyfikacja mimo to w żadnym wypadku nie jest jasna ani kompletna. Istnieje co najmniej osiem rodzajów tych kompleksów specyficznych dla bakterii Gram-ujemnych i cztery dla bakterii Gram-dodatnich, a dwa są wspólne dla obu grup. Zasadniczo białka mogą być wydzielane na dwóch różnych szlakach. Jeden proces to jednoetapowy mechanizm, podczas którego białka z cytoplazmy bakterii są transportowane i dostarczane bezpośrednio przez błonę do komórki gospodarza. Kolejny z nich jest dwuetapowy. Białka są najpierw transportowane z wewnętrznej błony komórkowej, następnie osadzane w przestrzeni peryplazmatycznej, a na koniec przez zewnętrzną błonę trafiają do komórki gospodarza. 

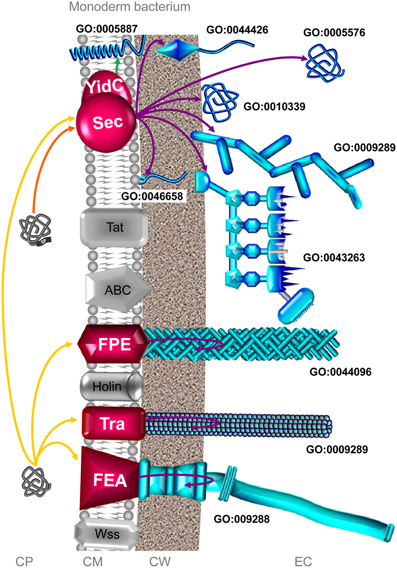
Kompletny sekretom biorący udział w procesie kolonizacji u monodermicznych bakterii.

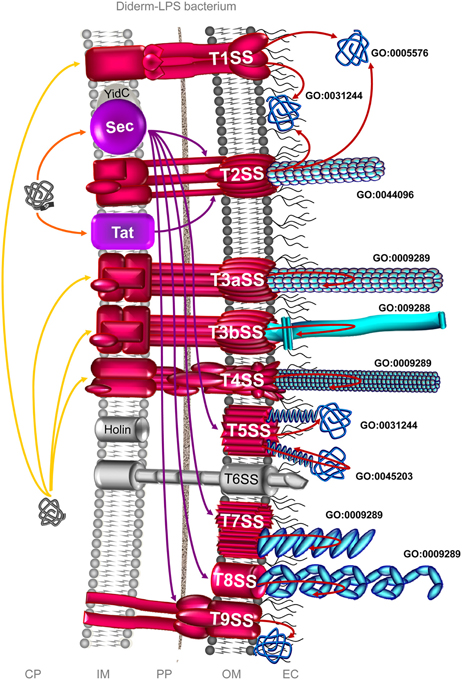
Układy wydzielnicze u bakterii didermicznych

## System Sec
Ogólna sekrecja (Sec) obejmuje wydzielanie niezwiniętych białek, najpierw pozostających wewnątrz komórek. U bakterii Gram-ujemnych wydzielane białko jest wysyłane do błony wewnętrznej lub przestrzeni peryplazmatycznej. W bakteriach Gram-dodatnich białko może pozostać w komórce lub jest transportowane na zewnątrz bakterii za pomocą innych systemów wydzielniczych. Wśród bakterii Gram-ujemnych niektóre takie jak Vibrio cholerae, Klebsiella pneumoniae i Yersinia enterocolitica stosują system Sec. Staphylococcus aureus i Listeria monocytogenes to bakterie Gram-dodatnie wykorzystujące system Sec. 
System Sec wykorzystuje dwie różne ścieżki wydzielania: SecA i ścieżki cząstek rozpoznających sygnał (SRP). SecA jest ATPazowym białkiem motorycznym i ma wiele spokrewnionych ze sobą białek, takich jak SecD, SecE, SecF, SegG, SecM i SecY. SRP jest rybonukleoproteiną (kompleks białko-RNA), która rozpoznaje i kieruje określone białka do retikulum endoplazmatycznego u eukariontów lub błony komórkowej u prokariotów. Te dwa szlaki wymagają różnych białek opiekuńczych i ostatecznie wykorzystują kanał SecYEG do transportu białek przez błonę. W szlaku SecA, białko SecB działa opiekuńczo, pomagając w transporcie białka do peryplazmy po jego całkowitej syntezie. W szlaku SRP YidC jest białkiem opiekuńczym transportującym białka do błony komórkowej, jeszcze w trakcie ich biosyntezy. 

### SecA/ szlak potranslacyjny
Białka są syntetyzowane na rybosomach w procesie masowego dołączania aminokwasów, zwanym translacją. W szlaku SecA opiekuńczy czynnik wyzwalający (TF) najpierw wiąże się z odsłoniętą N-końcową sekwencją sygnałową łańcucha peptydowego. W miarę wydłużania się łańcucha peptydowego TF jest zastępowany przez SecB. SecB specyficznie utrzymuje peptyd w formie niesfałdowanej i pomaga w wiązaniu czynnika SecA. Kompleks może następnie wiązać się z SecYEG, dzięki czemu SecA jest aktywowany przez wiązanie z ATP. Napędzany energią hydrolizy ATP, SecA przepycha białko przez kanał SecYEG. Kompleks SecD / F pomaga również w wyciąganiu białka z drugiej strony błony komórkowej. 

### Szlak SRP
W tym szlaku SRP współzawodniczy z TF i wiąże się z N-końcową sekwencją sygnałową. Białka błony wewnętrznej hamują proces elongacji łańcucha polipeptydowego. SRP następnie wiąże się z receptorem błonowym FtsY. Kompleks łańcucha peptydowego, SRP i FtsY jest następnie transportowany do SecY, gdzie elongacja polipeptydu jest kontynuowana. 

## System Tat
Bliźniaczy system translokacji argininy (Tat) jest podobny do Sec w procesie wydzielania białek, jednak wysyła białka tylko w formie sfałdowanej (trzeciorzędowej). Występuje u wszystkich rodzajów bakterii, a także archeonów, chloroplastów i mitochondriów roślin. U bakterii układ Tat eksportuje białka z cytoplazmy przez wewnętrzną błonę komórkową; podczas gdy w chloroplastach występuje w błonie tylakoidów, gdzie wspomaga import białek ze stromy. Białka Tat charakteryzują się wysoką zmiennością u różnych bakterii. Dzielimy je na trzy główne typy: TatA, TatB i TatC. Na przykład, podczas gdy u Bacillus subtilis występują tylko dwa funkcjonalne białka Tat, u Streptomyces coelicolor może być ich ponad sto. Peptydy sygnałowe rozpoznające białka Tat charakteryzują się motywem konsensusowym Ser/Thr-Arg-Arg-X-Phe-Leu-Lys (gdzie X może być dowolnym polarnym aminokwasem). Właśnie od dwóch kolejnych arginin w tej sekwencji pochodzi nazwa bliźniaczej translokacji argininy. Zastąpienie którejkolwiek argininy prowadzi do spowolnienia lub niewydolności sekrecji. 

## Typ I
System sekrecyjny typu I (T1SS lub TOSS) występuje wśród bakterii Gram-ujemnych. Zależy to od aktywności białek opiekuńczych używających białek Hly i Tol. HlyA wiąże HlyB na błonie komórkowej, co skutkuje kaskadą sygnałową. Ta sekwencja sygnałowa jest transporterem ABC. Kompleks  HlyD jest aktywowany przez kompleks HlyAB, po czym rozfałdowuje się i przemieszcza do zewnętrznej błony komórkowej. Sygnał końcowy jest rozpoznawany przez TolC w błonie wewnętrznej. HlyA jest wydzielany z błony zewnętrznej przez kanał błonowy. 
T1SS transportuje przeróżne cząsteczki, w tym jony, węglowodany, leki i białka. Wydzielane związki różnią się wielkością: od małego peptydu kolicyny V u Escherichia coli mającego masę 10 kDa po białka adhezyjne LapA masie 520 kDa w komórkach Pseudomonas fluorescens. Do najbardziej znanych cząsteczek podlegających sekrecji należą toksyny RTX i lipazy. 

## Typ II
System sekrecyjny typu II (T2SS) zależy od systemu Sec lub Tat dla początkowej fazy sekrecji wewnątrz komórki bakteryjnej. Z przestrzeni peryplazmatycznej białka są wydzielane przez błonę zewnętrzną. Sekretyny są multimerycznymi (12–14 podjednostek) kompleksami białek porotwórczych. Sekretyna jest wspierana przez 10-15 innych białek błony wewnętrznej i zewnętrznej, tworząc razem kompletny aparat sekrecyjny. 

## Typ III
System sekrecyjny typu III (T3SS lub TTSS) jest strukturalnie podobny i spokrewniony z ciałkiem podstawowym wici bakteryjnej. Znaleziony u w niektórych najbardziej zjadliwych bakterii Gram-ujemnych, takich jak Salmonella, Shigella, Yersinia, Vibrio, jest używany do transportu toksycznych białek do komórek eukariotycznych. Ze względu na swoją strukturę jest często opisywany jako injektosom. Po odkryciu go u Yersinia pestis, stwierdzono, że T3SS może wstrzykiwać toksyny bezpośrednio z cytoplazmy bakteryjnej do wnętrza komórek gospodarza. 

## Typ IV
Systemy sekrecyjne typu IV (T4SS lub TFSS) jest spokrewniony z bakteryjnym systemem koniugacji, za pomocą którego różne bakterie mogą wymieniać się DNA. Uczestniczące w tej aktywności bakterie mogą należeć do tego samego lub różnych gatunków bakterii Gram-ujemnych. System może transportować pojedyncze białka, ale również kompleksy białko-białko i DNA-białko. Wydzielane białko jest przenoszone bezpośrednio z komórki biorcy przez błony komórkowe. Agrobacterium tumefaciens, z którego układ ten został po raz pierwszy wyizolowany, wykorzystuje ten system do wysyłania części T-DNA plazmidu Ti do komórek roślinnych, w wyniku czego powstaje galas (guz). Helicobacter pylori wykorzystuje go, aby dostarczać CagA do komórek nabłonka żołądka, co skutkuje kancerogenezą i rozwojem raka żołądka. Bordetella pertussis, bakteria wywołująca krztusiec,  wydziela toksynę krztuścową częściowo przez T4SS. Legionella pneumophila powodująca legionelozę ma T4SS zwany icm/dot (intra cellular multiplication/defect in organelle trafficking genes), który transportuje wiele białek bakteryjnych do eukariotycznego hosta. Niedawno wykazano, że patogen roślinny Xanthomonas citri wykorzystuje swój T4SS do wydzielania efektorów, które są śmiertelne dla innych gatunków bakterii, co czyni ten system głównym wyznacznikiem sprawności międzygatunkowej konkurencji bakteryjnej. Prototypowym układem wydzielniczym typu IVA jest kompleks VirB Agrobacterium tumefaciens. 

## Typ V
Systemy sekrecyjne typu V (T5SS) różnią się od innych systemów tego samego rodzaju tym, że wydzielają się same i angażują jedynie zewnętrzną błonę komórkową. Aby wydzielane białko mogło przejść przez wewnętrzną błonę komórkową, T5SS jest zależne od systemu Sec. T5SS posiadają domenę β-beczułki, która włącza się do zewnętrznej błony komórkowej i tworzy kanał transportujący wydzielane białko. W tym procesie nazywane są również systemami autotransporterów. Kiedy wydzielane białka są odsłonięte na zewnątrz, autotransportery są odcinane (rozszczepiane), uwalniając białko z domeny β-beczki. Przykładem autotransportera jest Trimeric Autotransporter Adhesins. 

## Typ VI
Systemy sekrecyjne typu VI (T6SS) zostały wyizolowane  z Vibrio cholerae i Pseudomonas aeruginosa przez zespół Johna Mekalanosa w Harvard Medical School w 2006 roku. Zostały odkryte, gdy mutacje w genach Vibrio Cholerae Hcp i VrgG zmniejszyły wirulencję i patogenność bakterii. Oprócz swojej głównej funkcji czynnika chorobotwórczego, T6SS są również zaangażowane w obronę przed prostymi eukariotycznymi drapieżnikami oraz w interakcje międzybakteryjne. Gen T6SS tworzy klaster genów składający się z ponad 15 genów. Geny Hcp i VgrG są najbardziej uniwersalne. Strukturalne podobieństwo T6SS do peplomeru ogona faga T4 sugeruje, że proces infekcji jest podobny do wnikania faga do komórki. 

## Typ VII
System sekrecyjny typu VII (T7SS) jest obecny w bakteriach Gram-dodatnich i mykobakteriach, takich jak M. tuberculosis, M. bovis, Streptomyces coelicolor i S. aureus. u Bacillus subtilis i S. aureus jest również nazywany systemem T7b. Jest złożony z dwóch podstawowych składników: związanej z błoną heksamerycznej ATPazy należącej do rodziny białek FtsK/SpoIIIE oraz jednego z białek EsxA/EsxB, takiego jak EsaA, EsaD, EsxB, EsxD, jak również system Ess (EssA, EssB i EsxC znalezione w S. aureus). EsxA i EsxB należą do nadrodziny białek WXG100, które tworzą struktury dimerycznych, helikalnych szpilek do włosów. S. aureus T7SS wydziela duże toksyny zwane EsaD należące do rodziny nukleaz. EsaD staje się nieszkodliwa podczas biosyntezy prowadząnej z pomocą jej antytoksyny EsaG. Kompleks EsaD-EsaG wiąże się następnie z EsaE. Część EsaE wiąże się z EssC, który jest ATPazą kompleksu T7SS. Podczas sekrecji EsaG pozostaje w cytoplazmie, a jedynie EsaD i EsaE są razem wydzielane. W niektórych szczepach S. aureus EsaD nie jest wytwarzana, ale zamiast tego powstają dwie kopie białek podobnych do EsaG. Może to wyjaśniać występowanie T7SS u niepatogennych gatunków, takich jak B. subtilis i S. coelicolor. 

## Typ IX
Systemy sekrecyjne typu IX (T9SS) występują u bakteryjnej linii Fibrobacteres-Chlorobi-Bacteroidetes, której gatunki składowe posiadają błonę zewnętrzną. System jest różnie zaangażowany w jednym typie ruchu ślizgowego, podczas właściwego kierowania pewnych czynników wirulencji na powierzchnię komórki oraz w degradacji kompleksu biopolimerów. T9SS jest również znany jako wydzielina Por, po ustnym patogenie Porphyromonas gingivalis. Opisano co najmniej szesnaście elementów strukturalnych tego systemu, w tym PorU, transpeptydazę sortującą białka, która usuwa C-końcowy sygnał sortowania z białek cargo i pośredniczy w ich przyłączaniu do lipopolisacharydu. 